# バーヴェリアン四重奏
『バーヴェリアン四重奏』（バーヴェリアンカルテット）は、羽音こうきによる日本の漫画作品。単行本は全10巻、文庫版は全4巻。
3度、ドラマCD化され、ムービックから発売された。

## 概要
漫画雑誌『PATSY』（青磁ビブロス）、『マガジンZERO』（同）で連載されていた。単行本は全10巻だが、『PATSY』廃刊に伴い、連載誌を『ZERO』へ移動したため、第3巻まではPATSY COMICS版とZERO COMICS版が存在する。
文庫版第4巻あとがきによると、「ここまで1部完」とのこと。

## ストーリー
母を亡くしてから11年間、父子家庭で育ってきた少年川上清孝は、高校入学後、突如父が再婚し、3人の兄と母親ができた。それを理由に、兄弟達の暮らす家へ引越し、兄弟達が通う名門校へ編入することに。
初めて出会った、血の繋がらない家族と共に過ごすうち、清孝は父を除いた全員が「未開人（バーヴェリアン）」と呼ばれる存在で、ある組織から姿を隠していることを知る。そして、清孝自身の運命もその大きな渦に飲み込まれていくことに……。

## 主な登場人物
学生キャラクターは作中で1学年進級（真透は卒業し、大学へ）。

### 川上家
清孝と荘一以外は当初「神尾」姓。また、それぞれがタイプの違う美形なので、学校では女生徒のファンが多い。
川上 清孝（かわかみ きよたか）
主人公。16歳。高校1年。くりくりした瞳と癖のある黒髪が特徴。天真爛漫な性格。
5歳頃の記憶に欠落箇所があるが、国臣らと会うまで気にならなかった。後に自身も「未開人」として覚醒するが……。
キヨタカ
清孝の完全形態と思われる「未開人」。癖のある黒髪を肩まで伸ばし、鋭い眼光を見せる。真透のクローン体として研究所で生まれた。強者と戦い、殺すのが好きという残忍な性格。関連データが研究所にある以上、一度は1人の人間として存在したはずなのだが、現在は「未開人」状態の清孝から度々覚醒する程度。研究所のデータによると完全体になるのは24歳。
川上 国臣（かわかみ くにおみ）
元の姓は「須東（すどう）」。三男。16歳前後の肉体のため、高校1年として在学。癖のある薄茶の髪を伸ばし、大抵はうなじで一つにくくっている。初登場時は、かつらをつけ、女形の衣装のままで道を歩いていたため、清孝に女性と間違えられた。
江戸時代末期の生まれで、当時有名だった「須東歌舞伎」の跡取りで女形であり、その技量は天才とも評されたが、ひょんなことから「未開人」として覚醒。何とか誤魔化してきたものの、27歳時に偶然「未開人」の力で殺人を犯し、警察に殺人鬼として追われて逃走。以来、真透と出逢うまで、ほとんど1人で過ごしてきた。
真透と別行動を取っていた頃に、偶然幼い清孝に出会い、荘一とその妻・律子に関わる。不慮の事態で律子が他界した後、自身や清孝を守るためにも「家族」となれる同種を本格的に探した。
現在は弟・笑之介（えみのすけ）の子孫である菊之介と、その先代が復興させた「須東歌舞伎」の指導に度々参加している。
江戸時代末期の人間であるため、現在の機械には割と疎い。
川上 薫（かわかみ くゆる）
元の姓は「亜羽（あはね）」。次男。17歳前後の肉体のため、高校2年として在学。癖のない茶髪と、歯に衣着せぬ物言いが特徴。
表向きの立場は国臣の兄だが、実年齢は国臣・真透より下であり、自身を見つけてくれた国臣に心酔している。そのため、国臣の決定を優先しがち。
清孝にはそっけない言動を取ることが多いが、その実心配していて、荘一に清孝の過去を問いただしたことがある。
マグナを愛車として乗り回すが、ある一件で大破。以来、新しいものを買うべく、学業の合間にバイトを掛け持ちしている。
「薫」で「くゆる」と読むため、作中のセリフなどでは度々ひらがな表記されている。
川上 真透（かわかみ まどう）
元の姓は「紫樹（しき）」。長男。18歳前後の肉体のため、高校3年として在学。短い黒髪と穏やかな瞳が特徴。微妙な低音の美声の持ち主で、付き合いの長い国臣ですら、油断しているとぞくっと来るらしい。
「未開人」となった国臣が初めて会った同種の存在。国臣とは近い世代の人間（国臣が殺人鬼として追われた事件の頃に13歳だった）。一時は彼らを追う組織に囚われ、実験体として扱われるが、脱出した過去がある。
清孝と出会って以降の事件で「家族」を守り、自身の因縁を断つため、自らの意思でその組織に身を置く決意をする。
護身目的なのか、入手元は不明だが、薫に「圧縮ナトリウム」をいくつか飾り石として交ぜたネックレスを、清孝にただのチェーンネックレスにしか見えない発信器を渡している。発信器の方は、真透がゲンブルーズの車で連行されるのを見た未開人状態の清孝の手で、咄嗟に車のサイドミラーに引っ掛けられ、以降身につけている。
川上 咲子（かわかみ さきこ）
元の姓は「仁科（にしな）」。外見年齢33歳前後。現在のところ唯一の自然「未開人」である女性。視力はほとんど常人と変わらない模様。
国臣と出会うまで、また「誰か」のために食事を作れるとは思っていなかったため、本来は普通の食事を必要としない真透たち3人にも、毎食作っては食べさせている。
荘一とは相思相愛で、新たに加わった清孝に対しても何くれとなく世話を焼く。
川上 荘一（かわかみ そういち）
川上家家長。一家の中で、唯一普通の人間。まだ赤子だった清孝に投薬実験をしていた研究所に、要人のボディーガードとして出入りしていたが、見るに耐え切れなくなり、セキュリティを掻い潜って清孝を連れ出した。
以来、人里離れた場所にある一軒家で、子供のできない妻と2人で清孝を育ててきたが、最後は清孝を追ってきた組織に見つかってしまい、その際の戦闘で、妻を亡くした。
清孝を始め、現在の家族は全員血が繋がっていないが、父親として誠意と愛情を向けている。

### 遠野生物研究所
『ゲンブルーズ』の傘下にある研究所の一つ。
遠野京子（とおの きょうこ）
博士（ドクター）と呼ばれる女性。研究所の所員。ゼン・ディンとは子供の頃からの付き合いであり、彼らが人工「未開人」であることを知っている。また、8歳の頃から「未開人」について研究しているらしい。
ゼン
研究所生まれの人工「未開人」。アメリカにいた自然「未開人」ルドーのクローン体のうちの1体で、唯一の完全体でもある。外見年齢は26歳。短い金髪の男。「未開人」を追う組織『ゲンブルーズ』の一員。
ある事情から清孝（キヨタカ）に執着し、度々戦いを挑む。
ディン
同じく研究所生まれの人工「未開人」。ルドーの複親（キメラ）のうちの1体。ゆるい癖のついた長い金髪の男。視力が悪いためか眼鏡をかけている描写がある。訓練中の少年期に、ゼンの心と同調したことがきっかけで見出される。『ゲンブルーズ』の一員であり、現在は要職に就くため、ゼンより地位は高い。

### 高校生
清孝らが通う高校の生徒。
松岡 さなえ（まつおか さなえ）
清孝のクラスの学級委員。真っすぐな黒髪が特徴の優等生。ある事件がきっかけで、川上兄弟の秘密を知ってしまうも、彼らが普通に過ごすために誰にも告げないことを決める。
房田 麻子（ふさだ あさこ）
清孝のクラスメイト。一見おとなしそうで地味な印象の女生徒だが、国臣を狙っていて、川上兄弟の弱点を探り、取り入ろうと画策する。
久保（くぼ）
下の名前は不明。清孝のクラスメイトの男子生徒。「未開人」状態に変化しかかっている清孝の怪力を間近で見てしまうが、「なんかすげーな!」といい方に転んだ。

### その他
ルドー・フレイスン
アメリカ合衆国出身の自然「未開人」。自身の能力や体の構造を解明すべく、自ら『ゲンブルーズ』の実験体となり、DNAを提供した。
その後、自身のクローン体であるゼンや、複親（キメラ）であるディンと過ごした後、日本にいる自然「未開人」に会いに行き、結果キヨタカの手で殺された。
亜羽 一和（あはね いちかず）
薫のDNAを持つ複親（キメラ）の少年。まだ完全体ではないが、訓練によって気配を抑えることを覚えている。川上家（主に清孝）監視のために、ゲンブルーズから送り込まれた。計算高い、冷静かつ冷酷な性格だが、クラスメイトや清孝と交流するうちに若干の変化が起こる。
須東 菊之介（すどう きくのすけ）
国臣の弟・笑之介の5代目の子孫で、笑之介に瓜二つの容姿をしている。父親と共に廃れてしまった「須東歌舞伎」を復興した功労者の女形。剣道七段。
幼い頃に入り込んだ蔵の中で埃を被っていた、歴代の当主と同じ服装の国臣の写真を見つけ、古文書を紐解いて確認したら名前が消されていたため、父に問いただしたところ、「こいつは一族を貶めた殺人鬼だ」と叱られてしまったことがある。が、成長してから出会った国臣がその写真の人物だと確信し、「若い姿のまま生きている彼の血縁なら、自分もそう簡単には死なないだろう」という賭けをしている。
自然「未開人」の血縁であるため、もともとゲンブルーズに狙われており、襲撃された晩に重傷を負ってしまい、翌日の舞台の代役を国臣に頼むも、その体で最後は舞台に立つ。その後、病院に搬送される途中に心停止状態に陥り、その体はゲンブルーズの手に渡った。

## 用語
未開人（バーヴェリアン）
突如として生まれた、人間を超えた人間。一種の「吸血鬼」的な存在で、唇を触れさせた場所から血を吸収し、糧とする。その体は完全体に変化した際の年齢で成長が止まり、不老長寿。怪力や、優れた視聴覚、普通の人間ではありえない身体能力を見せるが、その発達具合は様々。また、味覚は長く生き続けるうちに鈍ってしまうらしい。
また、近くにいる同種の気配のようなものを感知することもでき、清孝が初めて変化した際は校内にいた3兄弟がそれを感知している。
バーヴェリアンという呼称は、アメリカで唯一の自然発生例だったルドーを研究していた『ゲンブルーズ』という組織がつけた。その理由は「奥底に眠る残虐性」らしい。
『ゲンブルーズ』の研究所では、自然「未開人」のDNAを卵子に埋め込み誕生させた子供達に、投薬や戦闘による訓練を施して、人工の「未開人」として覚醒させることができないか研究していた。DNAをそのまま用いたクローンであったり、「未開人」以外に高名な男女から採取した複数のDNAを組み合わせた複親（キメラ）だったりと、子供達の誕生経路は様々だったが、訓練中にその中の一握りがある程度能力を見せるものの、完全体となったのは、ゼンとキヨタカの2体のみらしい。
アメリカの研究所にいる子供達には、同時期に生まれた順でA〜Zのアルファベットを認識ナンバーとして与えられ、そのアルファベットが頭文字となるニックネームで呼ばれる。
訓練
研究所のクローン体や複親（キメラ）たちが8歳になった日から参加する。投薬と並行し、年齢も体格も様々な子供達が、ルドーが『覚醒』した手段を模して数時間のバトルロイヤルを行う。その特性上、何らかの変化が判明した者は有利で、弱ければ死ぬこともある。
研究が進むうちに、血液検査で覚醒の可能性の有無が分かるようになったが、この訓練は続けられた。
ゲンブルーズ化学
アメリカの財閥系製薬会社。オハイオ州郊外と、神戸に大きな研究所がある。本社はニューヨーク。

## ドラマCD
発売元はすべてムービック。すべて2940円。
1. （初版盤） 1992年10月発売　/（復活盤） 1999年9月25日 発売
2. （初版盤） 1993年12月発売　/（復活盤） 1999年10月27日 発売
3. （初版盤） 1995年1月発売　/（復活盤） 1999年11月24日 発売

### 主なキャスト
- 川上 清孝 - 佐々木望
- 川上 真透 - 速水奨
- 川上 薫 - 島田敏
- 川上 国臣 - 置鮎龍太郎
- 川上 荘一 - 秋元羊介
- 川上 咲子 - 安永沙都子（1枚目のみ）、井上喜久子
- ゼン - 松本保典
- ディン - 飛田展男

他

## 書誌情報
単行本（青磁ビブロス / ビブロス 刊）
1. 1991年08月 ISBN 978-4-88271-086-8（PATSY）、1994年10月 ISBN 978-4-88271-273-2（ZERO）
2. 1992年08月 ISBN 978-4-88271-135-3（PATSY）、1994年10月 ISBN 978-4-88271-274-9（ZERO）
3. 1993年11月 ISBN 978-4-88271-203-9（PATSY）、1994年10月 ISBN 978-4-88271-275-6（ZERO）
4. 1994年10月 ISBN 978-4-88271-267-1
5. 1996年02月 ISBN 978-4-88271-377-7
6. 1996年11月 ISBN 978-4-88271-577-1
7. 1997年10月 ISBN 978-4-88271-626-6
8. 1998年12月 ISBN 978-4-88271-919-9
9. 2000年03月 ISBN 978-4-8352-1018-6
10. 2002年06月 ISBN 978-4-8352-1347-7

文庫版（朝日ソノラマコミック文庫 刊）
1. 2007年11月 ISBN 978-4-02-267170-7
2. 2007年12月 ISBN 978-4-02-267171-4
3. 2008年01月 ISBN 978-4-02-267172-1
4. 2008年02月 ISBN 978-4-02-267176-9

## 注
1. 1 2  作者公式サイト「ばーばりはうす」のギャラリーにある人物相関図より、フルネーム判明。
2. ↑  ゼン→「Z」ナンバー、ディン→「D」ナンバー。